# Křížová cesta (Ořechov)
Křížová cesta v Ořechově na Uherskohradišťsku vychází z centra obce a obcí prochází až ke hřbitovu.

## Historie
Křížová cesta byla vybudována v roce 2008 obcí Ořechov. První dvě zastavení jsou osazena na průčelí kaple svatého Václava, další lemují cestu až ke hřbitovu. Vlastní výjevy utrpení Krista zhotovil řezbář pan Jan Brlica z Francovy Lhoty.
Každý rok na Velký pátek doprovázejí věřící Ježíše Krista při jeho utrpení a při modlitbách procházejí jednotlivá zastavení.